# کیتره (بایبورد)
کیتره (به لاتین و کردی: Kitre}} یک منطقهٔ مسکونی در ترکیه است که در بایبورد واقع شده‌است. کیتره ۱۵۲ نفر جمعیت دارد.